# Coppa Placci 1973
La Coppa Placci 1973, ventitreesima edizione della corsa, si svolse il 13 maggio 1973 su un percorso di 220 km. La vittoria fu appannaggio dell'italiano Italo Zilioli, che completò il percorso in 5h43'00", precedendo i connazionali Fabrizio Fabbri e Enrico Maggioni.

## Ordine d'arrivo (Top 10)
| Pos. | Corridore          | Squadra     | Tempo    |
| ---- | ------------------ | ----------- | -------- |
| 1    | Italo Zilioli      | Dreherforte | 5h43'00" |
| 2    | Fabrizio Fabbri    | Magniflex   | a 3'50"  |
| 3    | Enrico Maggioni    | Dreherforte | s.t.     |
| 4    | Costantino Conti   | Zonca       | s.t.     |
| 5    | Walter Riccomi     | Sammontana  | s.t.     |
| 6    | Roger De Vlaeminck | Brooklyn    | a 4'50"  |
| 7    | Gianni Motta       | Zonca       | s.t.     |
| 8    | Michele Dancelli   | Scic        | s.t.     |
| 9    | Davide Boifava     | Magniflex   | s.t.     |
| 10   | Silvano Schiavon   | Magniflex   | s.t.     |